# Faverolles (Cantal)
Faverolles era una comuna francesa situada en el departamento de Cantal, de la región de Auvernia-Ródano-Alpes, que el 1 de enero de 2016 pasó a ser una comuna delegada de la comuna nueva de Val-d'Arcomie al fusionarse con las comunas de Loubaresse, Saint-Just y Saint-Marc.

## Demografía
| Gráfica de evolución demográfica de Faverolles entre 1800 y 2013 |
|                                                                  |

Los datos demográficos contemplados en este gráfico de la comuna de Faverolles se han cogido de 1800 a 1999 de la página francesa EHESS/Cassini, y los demás datos de la página del INSEE.